# Юніонвілл (округ Орандж, Нью-Йорк)
Юніонвілл (англ. Unionville) — селище (англ. village) в США, в окрузі Орандж штату Нью-Йорк. Населення — 592 особи (2020).

## Географія
Юніонвілл розташований за координатами 41°18′5″ пн. ш. 74°33′44″ зх. д. / 41.30139° пн. ш. 74.56222° зх. д. (41.301474, -74.562227).  За даними Бюро перепису населення США в 2010 році селище мало площу 0,80 км², уся площа — суходіл.

## Демографія
Згідно з переписом 2010 року, у селищі мешкало 612 осіб у 231 домогосподарстві у складі 142 родин. Густота населення становила 761 особа/км².  Було 246 помешкань (306/км²).
Расовий склад населення:
| - 93,6 % — білих - 2,9 % — чорних або афроамериканців - 0,5 % — азіатів - 0,2 % — корінних американців - 1,6 % — осіб інших рас |

До двох чи більше рас належало 1,1 %. Частка іспаномовних становила 8,7 % від усіх жителів.
За віковим діапазоном населення розподілялося таким чином: 25,8 % — особи молодші 18 років, 62,3 % — особи у віці 18—64 років, 11,9 % — особи у віці 65 років та старші. Медіана віку мешканця становила 38,7 року. На 100 осіб жіночої статі у селищі припадало 90,1 чоловіків;  на 100 жінок у віці від 18 років та старших — 90,8 чоловіків також старших 18 років.
Середній дохід на одне домашнє господарство  становив 68 542 долари США (медіана — 67 857), а середній дохід на одну сім'ю — 74 593 долари (медіана — 71 250). Медіана доходів становила 44 338 доларів для чоловіків та 42 417 доларів для жінок. За межею бідності перебувало 5,4 % осіб, у тому числі 0,0 % дітей у віці до 18 років та 16,2 % осіб у віці 65 років та старших.
Цивільне працевлаштоване населення становило 294 особи. Основні галузі зайнятості: освіта, охорона здоров'я та соціальна допомога — 23,8 %, роздрібна торгівля — 15,3 %, публічна адміністрація — 11,6 %, виробництво — 11,6 %.